# Memorial Rik Van Steenbergen
O Memorial Rik Van Steenbergen é uma prova de ciclismo profissional de um dia belga que se disputa em Aartselaar (província de Antuérpia) e seus arredores. A prova rende homenagem ao triplo campeão do mundo de ciclismo em estrada, o local Rik Van Steenbergen, falecido em 2003.
Disputa-se ininterruptamente desde 1991 quando se impôs o alemão Olaf Ludwig. Desde a criação dos Circuitos Continentais UCI em 2005 faz parte do UCI Europe Tour, dentro da categoria 1.1.
É uma prova tradicionalmente dominada por sprinters, devido ao seu traçado favorável.
O corredor que mais vezes se impôs é o belga Nico Eeckhout, com quatro vitórias.

## Palmarés
| Ano  | Vencedor                 | Segundo                 | Terceiro           |
| ---- | ------------------------ | ----------------------- | ------------------ |
| 1991 | Olaf Ludwig              | Koen Vekemans           | John Van Den Akker |
| 1992 | Patrick Deneut           | Kurt Onclin             | Viatcheslav Ekimov |
| 1993 | Mario Cipollini          | Niko Eeckhout           | Eddy Schurer       |
| 1994 | Djamolidine Abdoujaparov | Jean-Pierre Heynderickx | Tom Steels         |
| 1995 | Tom Steels               | Eric Vanderaerden       | Jacek Mickiewicz   |
| 1996 | Jans Koerts              | Jens Heppner            | Danny Daelman      |
| 1997 | Andrei Tchmil            | Hans De Meester         | Robbie Vandaele    |
| 1998 | Jan Svorada              | Andrei Tchmil           | Peter Van Petegem  |
| 1999 | Giuliano Figueras        | Jeroen Blijlevens       | Jo Planckaert      |
| 2000 | Lars Michaelsen          | Matthé Pronk            | Robert Hunter      |
| 2001 | Niko Eeckhout            | Geert Omloop            | Nicolas Jalabert   |
| 2002 | Steffen Radochla         | Robbie McEwen           | Laurent Jalabert   |
| 2003 | Niko Eeckhout            | Cédric Vasseur          | Johan Museeuw      |
| 2004 | Tom Boonen               | Niko Eeckhout           | Ralf Grabsch       |
| 2005 | Jean-Patrick Nazon       | Wim De Vocht            | Jens Renders       |
| 2006 | Niko Eeckhout            | Robbie McEwen           | Steffen Radochla   |
| 2007 | Greg Van Avermaet        | Niko Eeckhout           | Steven De Jongh    |
| 2008 | Gert Steegmans           | Stefan van Dijk         | Jürgen Roelandts   |
| 2009 | Niko Eeckhout            | Stefan van Dijk         | Steven de Jongh    |
| 2010 | Michael Van Staeyen      | Robbie McEwen           | Jürgen Roelandts   |
| 2011 | Kenny van Hummel         | André Greipel           | Denis Galimzyanov  |
| 2012 | Theo Bos                 | Kenny van Hummel        | Mark Renshaw       |

## Palmarés por países
| País          | Vitórias |
| ------------- | -------- |
| Bélgica       | 11       |
| Alemanha      | 2        |
| Itália        | 2        |
| Países Baixos | 2        |
| Uzbequistão   | 1        |
| Chéquia       | 1        |
| Dinamarca     | 1        |
| França        | 1        |